# Jasenovo (distrikt i Bulgarien, Stara Zagora)
Jasenovo (bulgariska: Ясеново) är ett distrikt i Bulgarien.   Det ligger i kommunen Obsjtina Kazanlăk och regionen Stara Zagora, i den centrala delen av landet, 160 km öster om huvudstaden Sofia.
Trakten runt Jasenovo består till största delen av jordbruksmark. Runt Jasenovo är det ganska tätbefolkat, med 62 invånare per kvadratkilometer.